# Belmont (Isère)
Pour les articles homonymes, voir Belmont.
Belmont est une commune française située dans le département de l'Isère, en région Auvergne-Rhône-Alpes.

## Géographie

### Situation

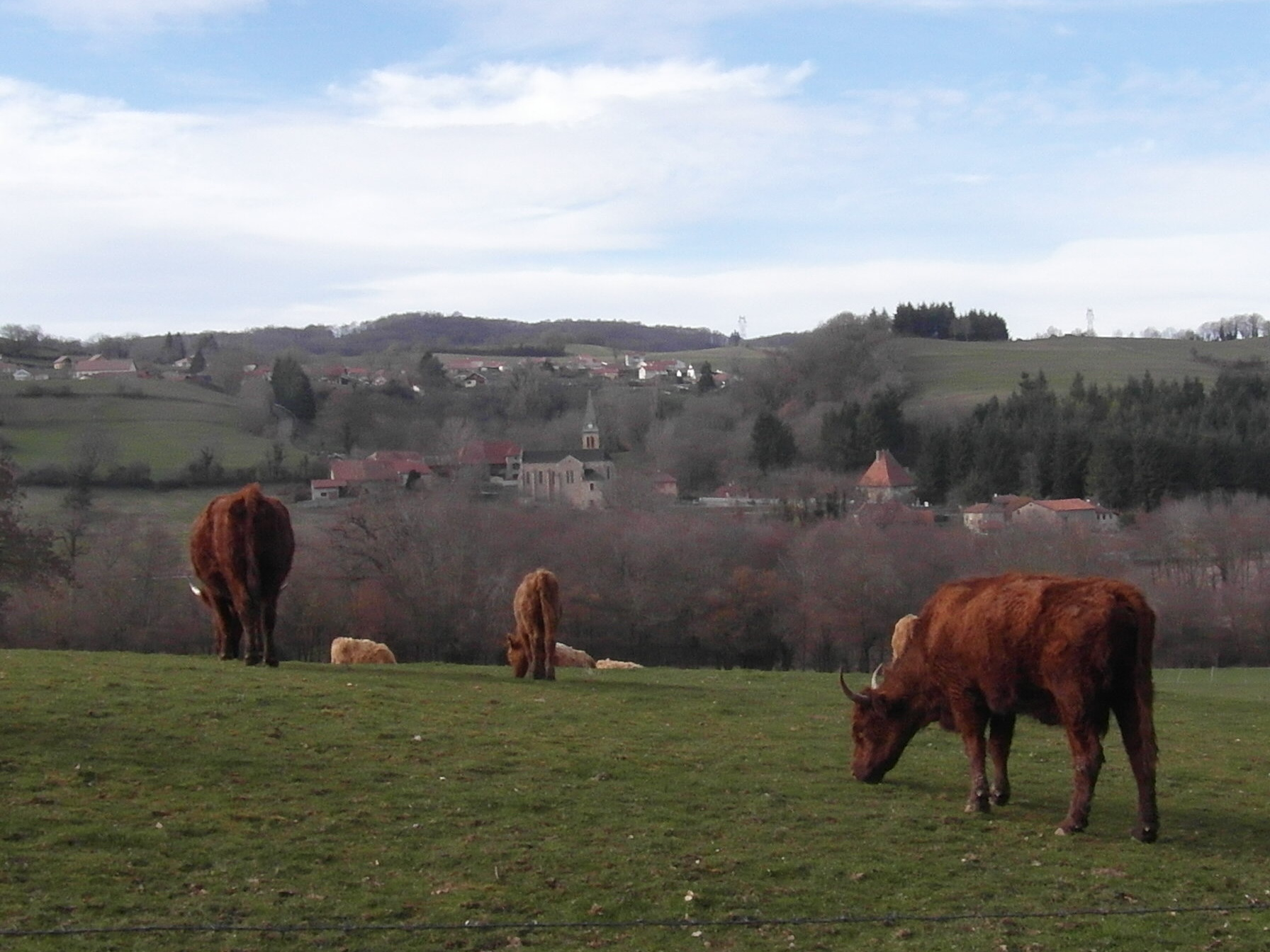
Vue générale de Belmont en mars 2019.

Belmon est une petite commune du Dauphiné essentiellement rurale, située dans la région naturelle des Terres froides, à l'écart des grandes voies de circulation.
Belmont est située à 17 km de Bourgoin-Jallieu, à 15 km de La Tour-du-Pin, non loin de Biol et de Châbons.

### Communes limitrophes
Les communes limitrophes sont  Biol, Bizonnes, Eclose-Badinières, Flachères, Montrevel et Saint-Didier-de-Bizonnes.
| Eclose-Badinières | Biol                     |           |
|                   | Belmont                  | Montrevel |
| Flachères         | Saint-Didier-de-Bizonnes | Bizonnes  |

### Géologie et relief
La superficie de la commune est de 6,51 km2 ; son altitude varie de 455  à   662 mètres.

### Hydrographie

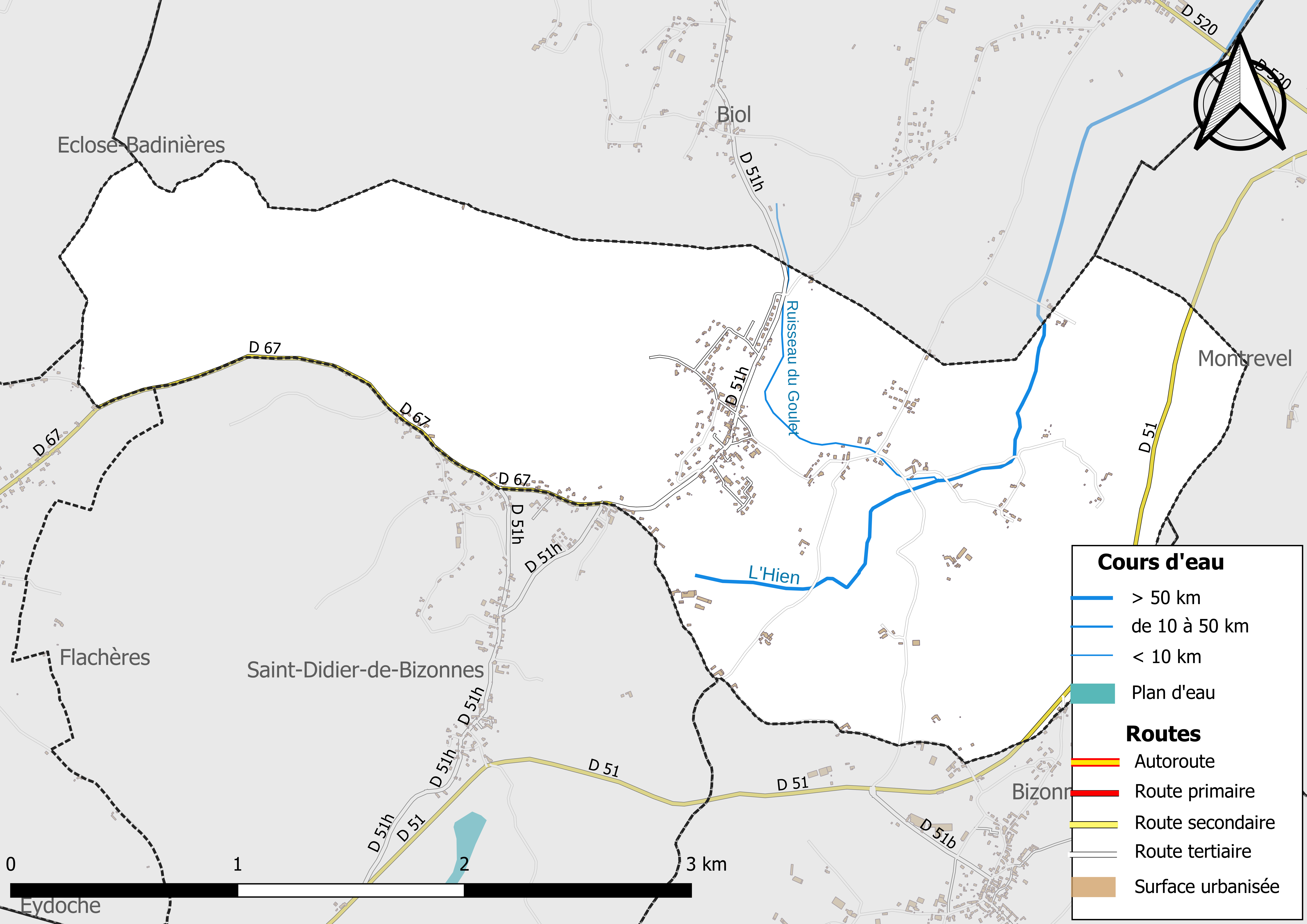
Carte hydrographique de la commune.

La commune héberge sur son territoire la source du ruisseau de l'Hien (située à proximité du hameau du Bas Belmont), d'une longueur de 17,2 km. Cette petite rivière, qui est un affluent de la Bourbre et donc un sous-affluent du Rhône, se dirige selon un axe nord-sud avant de quitter la commune pour le territoire de la commune voisine de Biol.
Un étang est apprécié des pécheurs.

### Climat
Pour des articles plus généraux, voir Climat d'Auvergne-Rhône-Alpes et Climat de l'Isère.
En 2010, le climat de la commune est de type climat océanique altéré, selon une étude du Centre national de la recherche scientifique s'appuyant sur une série de données couvrant la période 1971-2000. En 2020, Météo-France publie une typologie des climats de la France métropolitaine dans laquelle la commune est exposée à un climat de montagne ou de marges de montagne et est dans la région climatique Alpes du nord, caractérisée par une pluviométrie annuelle de 1 200 à 1 500 mm, irrégulièrement répartie en été.
Pour la période 1971-2000, la température annuelle moyenne est de 10,4 °C, avec une amplitude thermique annuelle de 17,6 °C. Le cumul annuel moyen de précipitations est de 1 089 mm, avec 10,4 jours de précipitations en janvier et 6,8 jours en juillet. Pour la période 1991-2020, la température moyenne annuelle observée sur la station météorologique de Météo-France la plus proche, « Bourgoin », sur la commune de Bourgoin-Jallieu à 15 km à vol d'oiseau, est de 12,4 °C et le cumul annuel moyen de précipitations est de 844,0 mm,. Pour l'avenir, les paramètres climatiques de la commune estimés pour 2050 selon différents scénarios d'émission de gaz à effet de serre sont consultables sur un site dédié publié par Météo-France en novembre 2022.

### Paysages
Les moraines des glaciers de l'époque quaternaire déposées sur un bloc molassique ont donné à cette partie au nord-ouest du département de l'Isère un paysage de collines ondulées connues sous le nom de « Terres froides ». Certains spécialistes centrent cet ensemble molassique autour de Biol, Châbons et Bizonnes, communes qui sont toutes situées autour de Belmont.

## Urbanisme

### Typologie
Au 1er janvier 2024, Belmont est catégorisée commune rurale à habitat dispersé, selon la nouvelle grille communale de densité à sept niveaux définie par l'Insee en 2022.
Elle est située hors unité urbaine et hors attraction des villes,.

### Occupation des sols

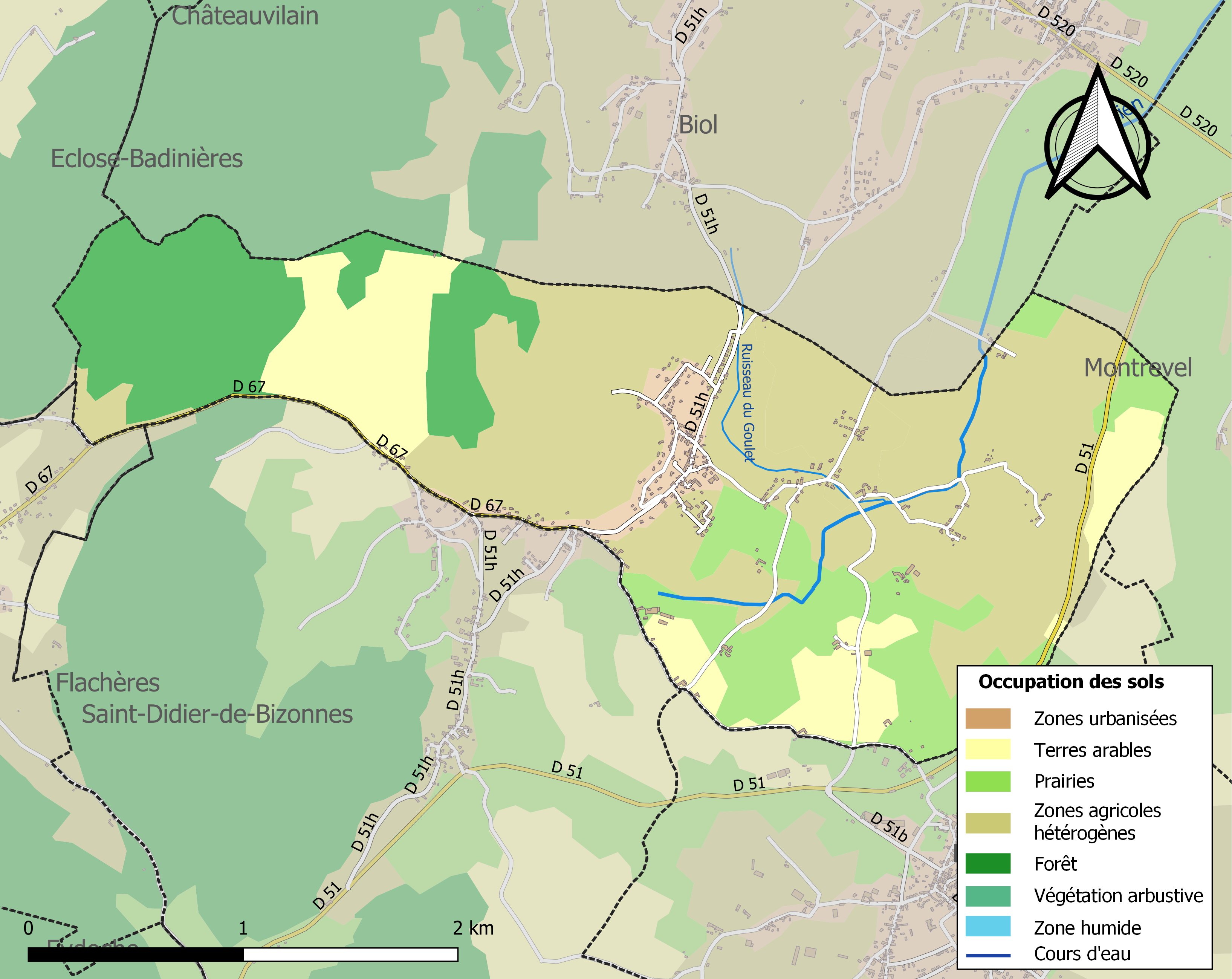
Carte des infrastructures et de l'occupation des sols de la commune en 2018 (CLC).

L'occupation des sols de la commune, telle qu'elle ressort de la base de données européenne d’occupation biophysique des sols Corine Land Cover (CLC), est marquée par l'importance des territoires agricoles (80,4 % en 2018), en diminution par rapport à 1990 (84,1 %). La répartition détaillée en 2018 est la suivante : 
zones agricoles hétérogènes (50,4 %), forêts (15,9 %), terres arables (15,2 %), prairies (14,8 %), zones urbanisées (3,6 %). L'évolution de l’occupation des sols de la commune et de ses infrastructures peut être observée sur les différentes représentations cartographiques du territoire : la carte de Cassini (XVIIIe siècle), la carte d'état-major (1820-1866) et les cartes ou photos aériennes de l'IGN pour la période actuelle (1950 à aujourd'hui).

### Morphologie urbaine
Belmont est constitué d'un bourg central de taille très modeste et de quelques hameaux

### Habitat et logement
En 2020, le nombre total de logements dans la commune était de 238, alors qu'il était de 214 en 2015 et de 179 en 2010.
Parmi ces logements, 89,9 % étaient des résidences principales, 3,4 % des résidences secondaires et 6,7 % des logements vacants. Ces logements étaient pour 95 % d'entre eux des maisons individuelles et pour 5 % des appartements.
Le tableau ci-dessous présente la typologie des logements à Belmont en 2020 en comparaison avec celle de l'Isère et de la France entière. Une caractéristique marquante du parc de logements est ainsi une proportion de résidences secondaires et logements occasionnels (3,4 %) inférieure à celle du département (8,3 %) et à celle de la France entière (9,7 %). Concernant le statut d'occupation de ces logements, 82,2 % des habitants de la commune sont propriétaires de leur logement (81,4 % en 2015), contre 61,2 % pour l'Isère et 57,5 pour la France entière.
| Typologie                                               | Belmont | Isère | France entière |
| ------------------------------------------------------- | ------- | ----- | -------------- |
| Résidences principales (en %)                           | 89,9    | 84    | 82,1           |
| Résidences secondaires et logements occasionnels (en %) | 3,4     | 8,3   | 9,7            |
| Logements vacants (en %)                                | 6,7     | 7,7   | 8,2            |

### Lieux-dits et écarts
Voici, ci-dessous, la liste la plus complète possible des divers hameaux, quartiers et lieux-dits résidentiels urbains comme ruraux qui composent le territoire de la commune de Belmont, présentés selon les références toponymiques fournies par le site géoportail de l'Institut géographique national.
| - Bois Poullins - les Pendennes - les Manches - Bourdon - Maison Bonin des Bois - les Bruyères - le Cœur | - le Bouchet - le Truchet - les Charpernnes - les Groubes - Bois Clavel - Chez Ferrand - la Voie de Vienne | - Bas Belmont - Rival - Mayoud - Bernin - Pré de Bizonnes - le Didier - l'Épinette |

### Voies de communication et transport
Le bourg central de Belmont et ses principaux hameaux sont situés à l'écart des grandes voies de circulation. La seule route notable est la RD51h qui permet de relier la commune à celle de Biol vers le nord et celles de Flachères et de Saint-Didier-de-Bizonnes, vers le sud.
La gare SNCF la plus proche est la gare de Châbons. En 2019, celle-ci n'est plus qu'une halte voyageurs desservie par des trains TER Auvergne-Rhône-AlpesTER Auvergne-Rhône-Alpes se rendant vers Grenoble ou Lyon.

### Risques naturels et technologiques

#### Risques sismiques
L'ensemble du territoire de la commune de Belmont est situé en zone de sismicité no 3 (sur une échelle de 1 à 5), comme la plupart des communes de son secteur géographique, mais non loin de la zone no 4, située plus à l'est.
| Type de zone | Niveau            | Définitions (bâtiment à risque normal) |
| ------------ | ----------------- | -------------------------------------- |
| Zone 3       | Sismicité modérée | accélération = 1,1 m/s2                |

## Toponymie

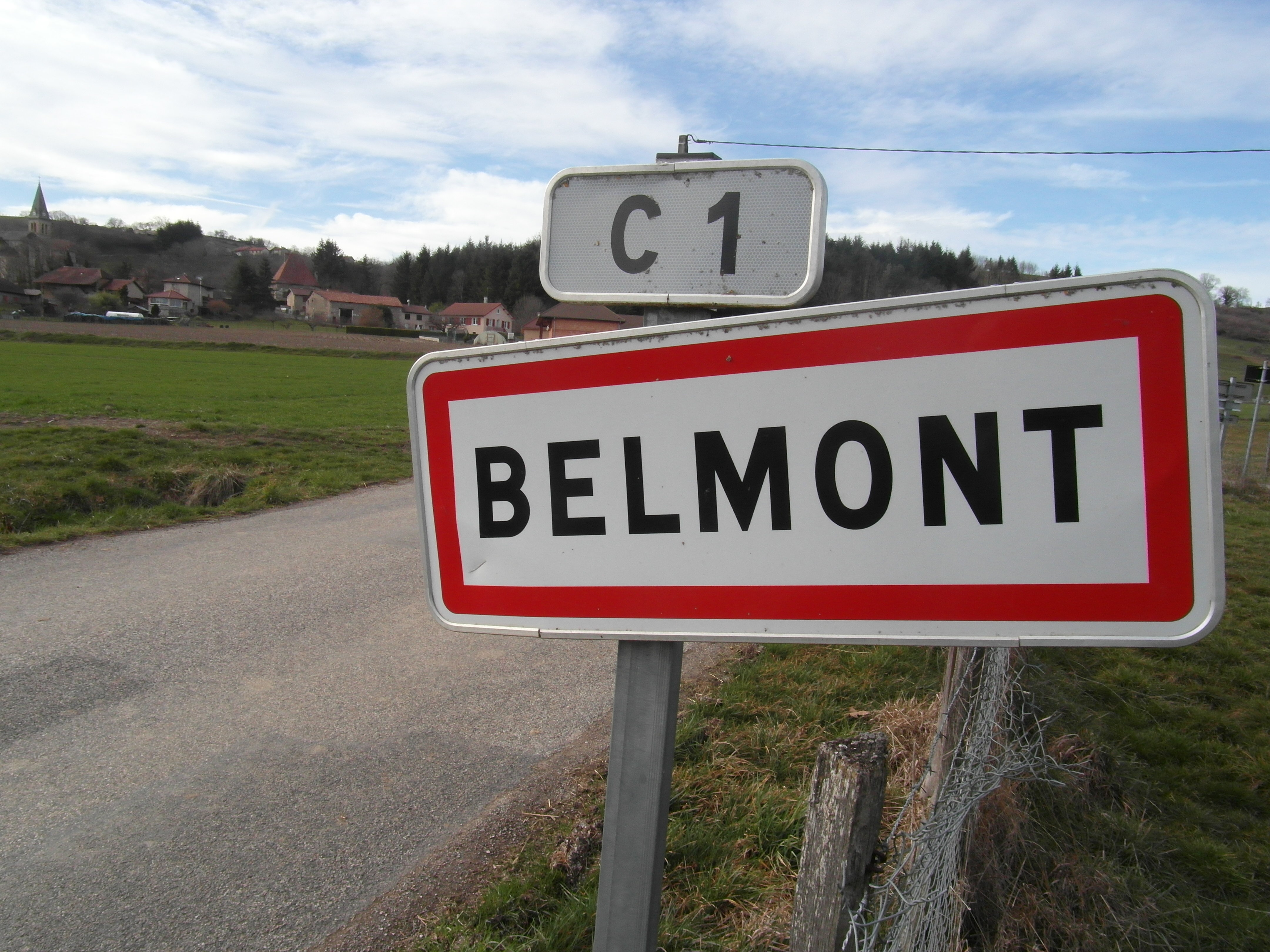
Panneau routier indiquant l'entrée du village.

Selon Claude Hennuy, Belmont est un toponyme composé de deux synonymes issus de langues différentes (doublet tautologique), en l'occurrence bel- qui est une base pré-celtique signifiant "hauteur" et mont qui vient du latin mons.
André Planck, auteur du livre L'origine du nom des communes du département de l'Isère, confirme l'origine de ce nom en précisant que les termes Bel et mont reflète une même idée, le nom du village se basant ainsi sur une tautologie.

## Histoire

### Antiquité
Le secteur actuel de la commune de Belmont se situe à l'ouest du territoire antique des Allobroges, ensemble de tribus gauloises occupant l'ancienne Savoie, ainsi que la partie du Dauphiné, située au nord de la rivière Isère.

### Époque contemporaine

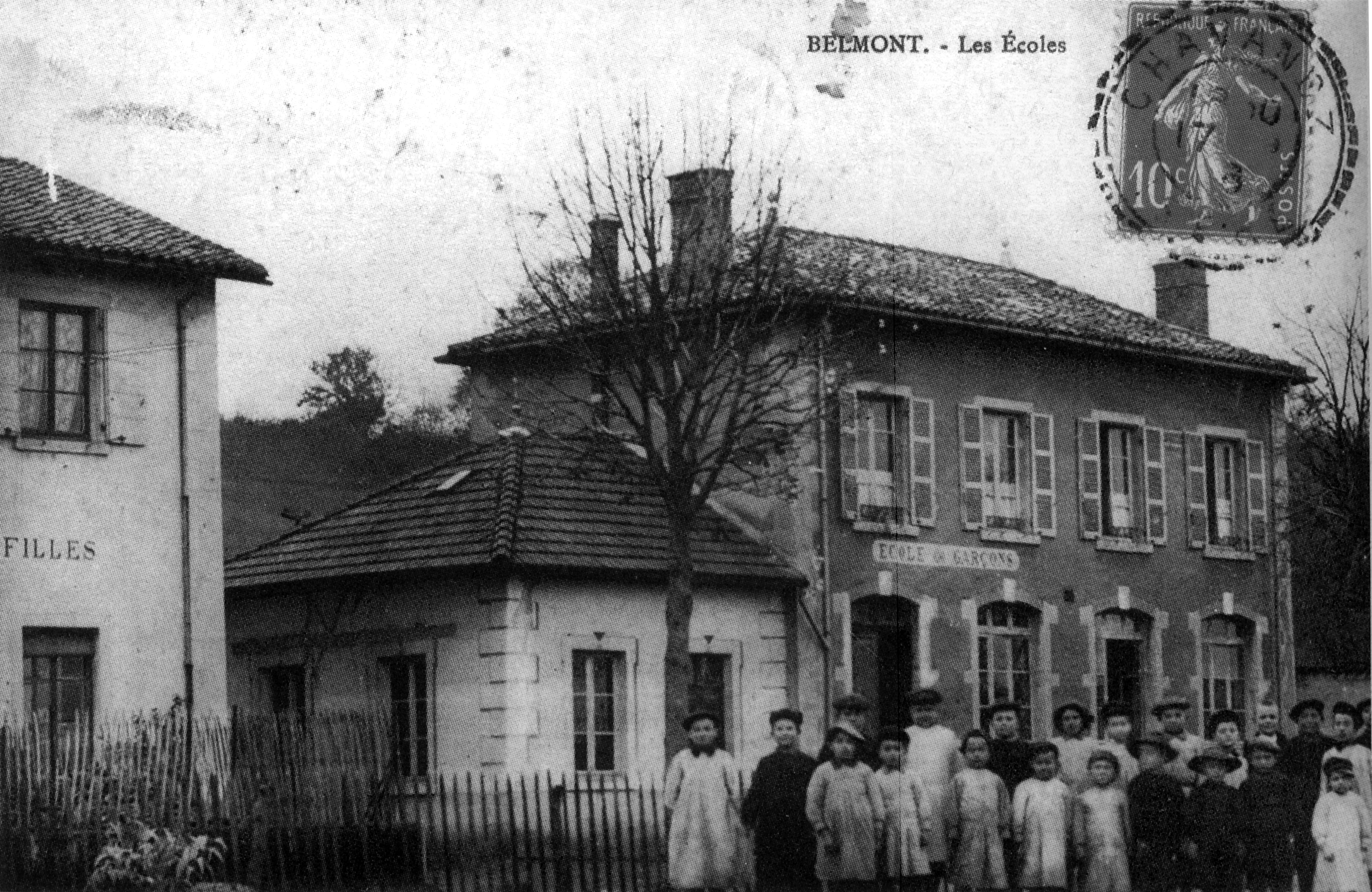
Les écoles

## Politique et administration

### Rattachements administratifs et électoraux

#### Rattachements administratifs
La commune se trouve dans l'arrondissement de La Tour-du-Pin du département de l'Isère.
Elle faisait partie depuis 1801 du canton de Grand-Lemps. Dans le cadre du redécoupage cantonal de 2014 en France, cette circonscription administrative territoriale a disparu, et le canton n'est plus qu'une circonscription électorale.

#### Rattachements électoraux
Pour les élections départementales, la commune fait partie depuis 2014 d'un nouveau canton du Grand-Lemps porté de 13 à 32 communes.
Pour l'élection des députés, elle fait partie de la septième circonscription de l'Isère.

### Intercommunalité
Belmont était membre de la petite communauté de communes de la Vallée de l'Hien, un établissement public de coopération intercommunale (EPCI) à fiscalité propre  et auquel la commune avait transféré un certain nombre de ses compétences, dans les conditions déterminées par le code général des collectivités territoriales.
Dans le cadre des dispositions de la loi portant nouvelle organisation territoriale de la République du 7 août 2015, qui prévoit que les établissements publics de coopération intercommunale (EPCI) à fiscalité propre doivent avoir un minimum de 15 000 habitants, cette intercommunalité a fusionné avec ses voisines pour former, le 1er janvier 2017, la communauté de communes Les Vals du Dauphiné, dont est désormais membre la commune.

### Liste des maires
| Période                                  | Période                      | Identité          | Étiquette | Qualité                            |
| ---------------------------------------- | ---------------------------- | ----------------- | --------- | ---------------------------------- |
| Les données manquantes sont à compléter. |                              |                   |           |                                    |
|                                          |                              |                   |           |                                    |
| 1929                                     | 1945                         | Antonin Guttin    |           |                                    |
| 1945                                     | 1950                         | Adolphe Clavel    |           |                                    |
| 1950                                     | mars 1977                    | Paul Drevet       |           | Agriculteur                        |
| mars 1977                                | mars 1983                    | Gilbert Marmonier |           |                                    |
| mars 1983                                | mars 2023                    | Gérard Mathan     | UMP → LR  | Profession libérale Démissionnaire |
| juin 2023                                | En cours (au 7 janvier 2024) | Bernard Evrard    |           | Cadre retraité                     |

## Équipements et services publics

### Enseignement

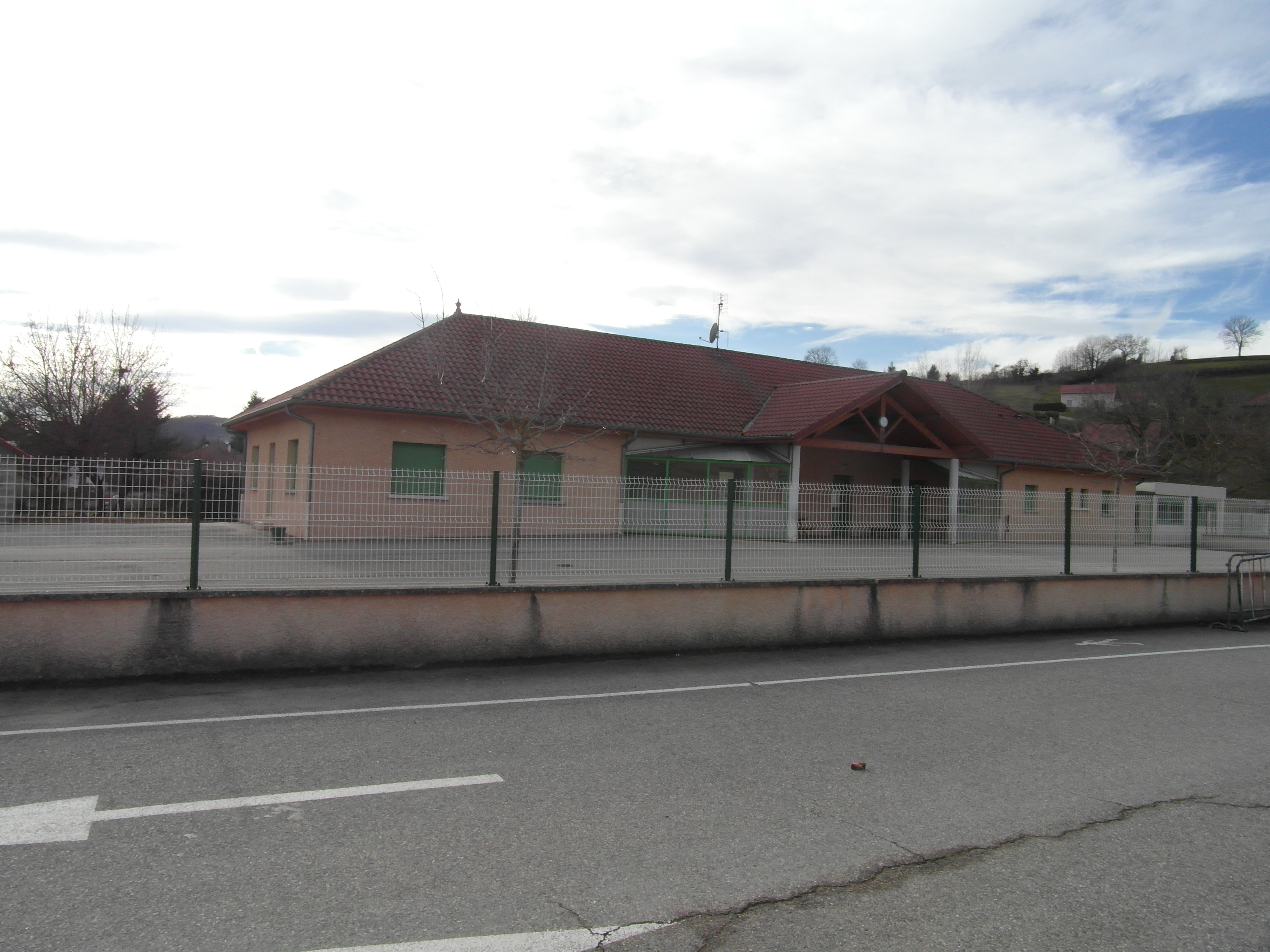
École primaire de Belmont

Situé dans la zone académique de Grenoble, le village de Belmont héberge une école maternelle et élémentaire, située près de la mairie.
A la rentrée 2023, l'école accueille 58 élèves répartis dans trois classes.

## Population et société
Les habitants sont dénommés les Belmontois.

### Démographie
L'évolution du nombre d'habitants est connue à travers les recensements de la population effectués dans la commune depuis 1793. Pour les communes de moins de 10 000 habitants, une enquête de recensement portant sur toute la population est réalisée tous les cinq ans, les populations de référence des années intermédiaires étant quant à elles estimées par interpolation ou extrapolation. Pour la commune, le premier recensement exhaustif entrant dans le cadre du nouveau dispositif a été réalisé en 2005.

En 2022, la commune comptait 624 habitants, en évolution de +5,76 % par rapport à 2016 (Isère : +3,07 %, France hors Mayotte : +2,11 %).
| 1793 | 1800 | 1806 | 1821 | 1831 | 1836 | 1841 | 1846 | 1851 |
| ---- | ---- | ---- | ---- | ---- | ---- | ---- | ---- | ---- |
| 394  | 343  | 465  | 489  | 483  | 460  | 531  | 522  | 484  |

| 1856 | 1861 | 1866 | 1872 | 1876 | 1881 | 1886 | 1891 | 1896 |
| ---- | ---- | ---- | ---- | ---- | ---- | ---- | ---- | ---- |
| 439  | 392  | 396  | 374  | 394  | 408  | 385  | 353  | 330  |

| 1901 | 1906 | 1911 | 1921 | 1926 | 1931 | 1936 | 1946 | 1954 |
| ---- | ---- | ---- | ---- | ---- | ---- | ---- | ---- | ---- |
| 311  | 299  | 280  | 246  | 255  | 243  | 248  | 252  | 241  |

| 1962 | 1968 | 1975 | 1982 | 1990 | 1999 | 2005 | 2006 | 2010 |
| ---- | ---- | ---- | ---- | ---- | ---- | ---- | ---- | ---- |
| 205  | 196  | 172  | 199  | 214  | 266  | 397  | 403  | 463  |

| 2015 | 2020 | 2022 | - | - | - | - | - | - |
| ---- | ---- | ---- | - | - | - | - | - | - |
| 582  | 599  | 624  | - | - | - | - | - | - |

### Manifestations culturelles et festivités
- Les neuvièmes Brêles’montoises, une manifestation  sportive organisée par le comité d'organisation, se sont déroulées en septembre 2023[29].

### Vie associative
- Le groupe théâtral « Les Troubadours de Belmont » est un groupe culturel local[réf. nécessaire]

### Médias
Historiquement, le quotidien à grand tirage Le Dauphiné libéré consacre, chaque jour, y compris le dimanche, dans son édition du Nord-Isère, un ou plusieurs articles à l'actualité du canton, de la communauté de communes et quelquefois de la commune, ainsi que des informations sur les éventuelles manifestations locales, les travaux routiers, et autres événements divers à caractère local.

## Culture locale et patrimoine

### Lieux et monuments
- Château de Belmont  Inscrit MH (1988)[30] : la maison forte, propriété privée, citée en 1293, est remaniée à la charnière des XVIe et XVIIe siècles[31].
- Église Saint-Christophe.
- Ruines de Montflorencin.

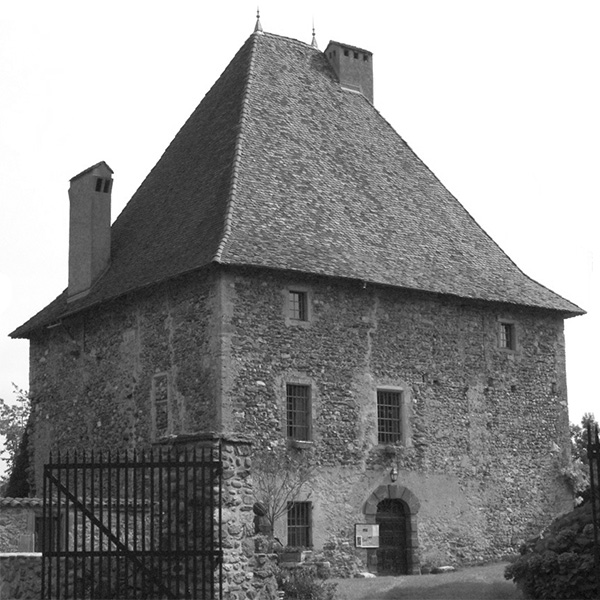
Le château en 2021.
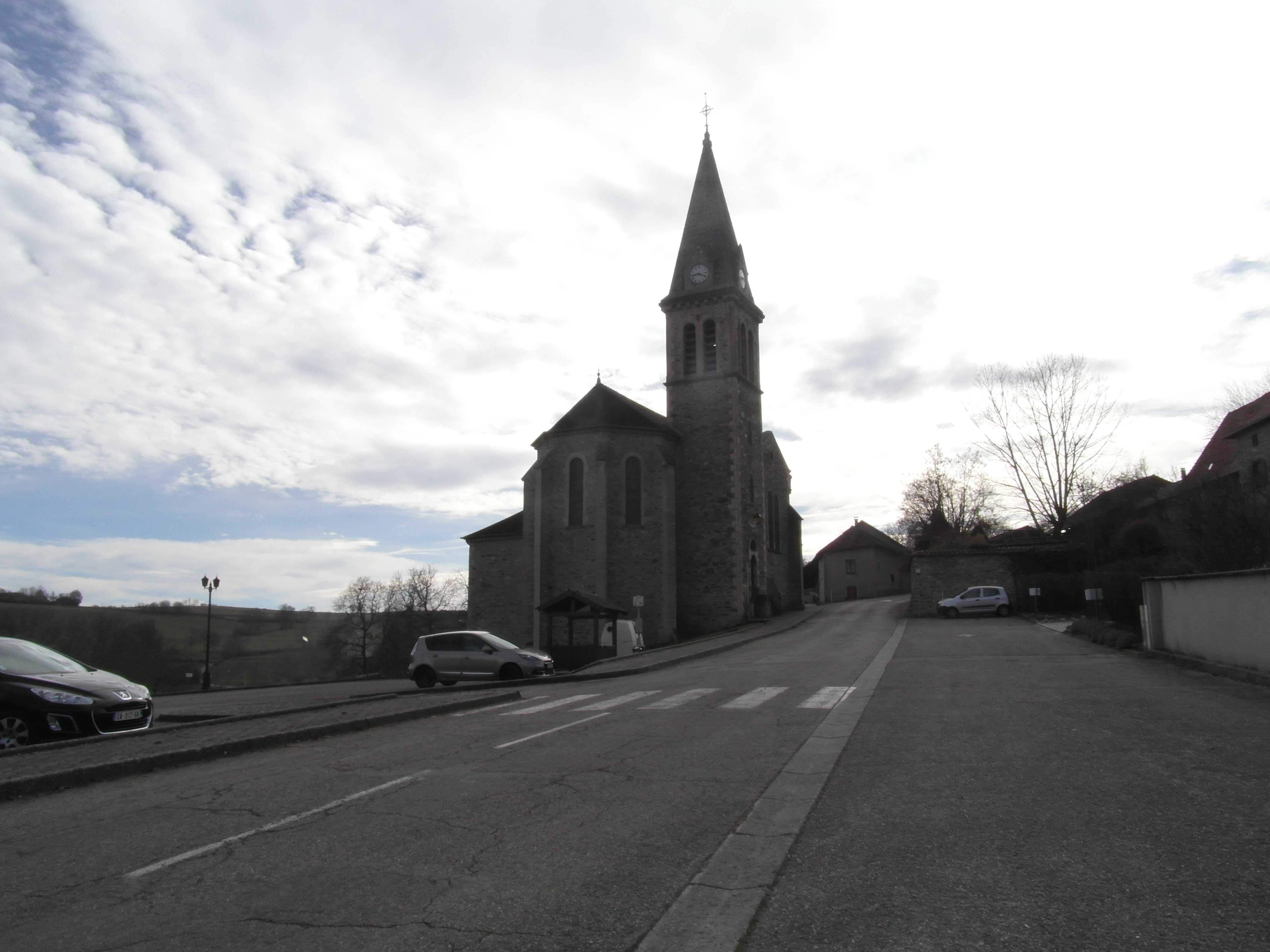
L'église.

## Pour approfondir